# Metsanurga (Kiili)
Metsanurga est un village de la Commune de Kiili du Comté de Harju en Estonie.
Au 31 décembre 2011, elle compte 37 habitants.